# Perizoma monticola
Perizoma monticola là một loài bướm đêm trong họ Geometridae.